# Алтарь Победы (религиозное движение)

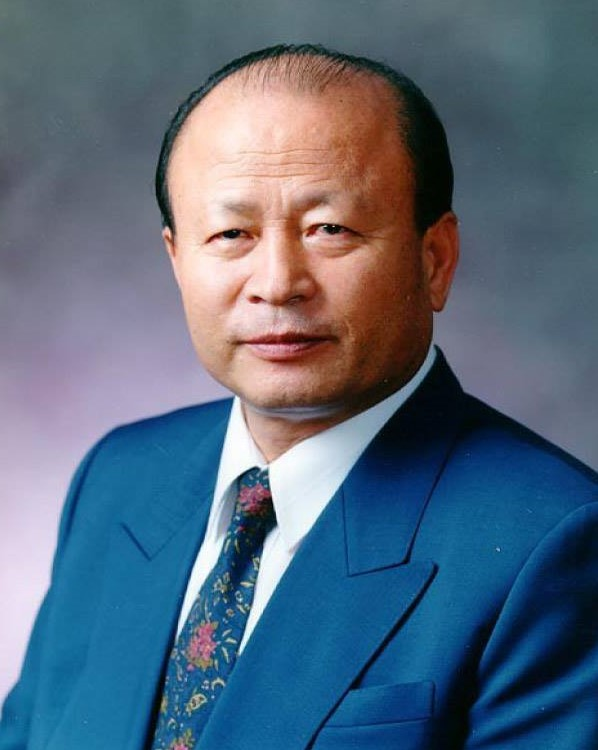
Чо Хи-сын

Алтарь Победы (кор. Сынниджедан) — новое религиозное движение, основанное в Южной Корее в 1981 году. Согласно учению этого движения, Иисус Христос был ложным мессией, а настоящим был основатель движения Чо Хисын (1931—2004), «Христос Победитель». В начале 1990 годов движение насчитывало около 400 000 последователей, но их численность пошла на спад после того, как Чо был арестован в 1994 году и умер в 2004 году; по состоянию на 2017 год движение насчитывало около 100 000 человек.

## История возникновения
Чо Хисын родился 12 августа 1931 года, в городе Кимпхо южнокорейской провинции Кёнгидо. Будучи христианином, он был заключён в тюрьму северокорейскими властями во время Корейской войны. После освобождения являлся активным методистом и пресвитерианином. Решающую роль для всей последующей религиозной деятельности Чо сыграла его встреча с Паком Тай-сыном (1915—1990), основателем нового корейского христианского религиозного движения Оливкового Дерева (Jundokwan), которое привлекло 1,5 миллиона последователей в 1970-х годах, а в последующие десятилетия распалось на множество религиозных течений. В 1960-е и 1970-е годы Чо вёл успешную миссионерскую деятельность в движении Оливкового Дерева и основал несколько церквей в Южной Корее. В 1980 году Чо надолго ушёл в отшельничество и жил возле южнокорейского города Пучхон, в одном из религиозных поселений движения Оливкового Дерева. Здесь, в строении, известном как «Тайный зал» (Мильсиль), он прошёл обряд инициации; обряд провела Хон Ыппи — последовательница движения Оливкового Дерева, которая считалась «шаманом». История Алтаря Победы гласит, что 15 октября 1980 года Хонг распознала в Чо «Христа Победителя» и «Бога во плоти», после чего он покинул движение Оливкового Дерева и основал собственное религиозное движение — Алтарь Победы (Сынниджедан) — в городе Пучхон. Движение быстро набрало популярность. 12 августа 1991 года было завершено строительство штаб-квартиры в Пучхоне. За несколько лет движение Алтарь Победы привлекло 400 000 последователей, главным образом в Южной Корее, но также открыло филиалы в Японии, Австралии, Новой Зеландии, США и Великобритании.

## Споры и конфликты
Из-за критики Иисуса Христа и собственных притязаний на роль мессии Чо столкнулся с враждебным отношением корейских христианских церквей, которые развернули борьбу против Алтаря Победы в СМИ и обвинили основателей движения в различных грехах. В 1994 году Чо был арестован и провёл в тюрьме семь из последних десяти лет своей жизни. Ему были предъявлены обвинения в мошенничестве и подстрекательстве к убийству шести бывших членов движения, ставших ярыми противниками Алтаря Победы. Чо был осуждён за мошенничество, признан невиновным в ходе первого разбирательства по делу об убийствах в 1996 году, затем был признан виновным после повторного рассмотрения этого дела в 2004 году и приговорён к смертной казни, но после апелляции вновь признан невиновным. В Южной Корее существует три ступени правосудия: прокурор обжаловал решение, вынесенное в пользу Чо, в Верховном суде, но Чо умер незадолго до заседания (19 июня 2004 года). Проблемы Чо с законом и его смерть (ввиду того, что многие последователи считали его бессмертным) серьёзно дискредитировали движение, и оно начало быстро распадаться. Тем не менее, в 2017 году в Корее ещё существовало 40 приходов Алтаря Победы и около 100 000 сторонников движения.

## Вероучение
Согласно верованиям Алтаря Победы, все священные писания человечества — включая Библия, классические буддистские писания и древние корейские пророческие книги — упоминают о «первом обещании» Бога, а именно о том, что люди могут достичь физического бессмертия. Это и есть единственное настоящее бессмертие, а представление о том, что душа отделяется от тела и вечно живёт на небесах, является ложной интерпретацией священного писания. Данное ложное представление является также частью послания Иисуса Христа, а значит, он на самом деле является лжепророком и «единственным сыном Сатаны». Другими доказательствами того, что Иисус Христос не был святым, Алтарь Победы считает то, что он был сыном римского солдата по имени Пантера, который, вероятно, изнасиловал мать Христа Марию, а также то, что Христос женился на Мария Магдалина, имевшей репутацию падшей женщины. Источниками этих обвинений являются труды римского философа и критика христианства Цельса и книга «Святая Кровь и Святой Грааль», под влиянием которой в 2003 году был создан феноменально успешный роман «Код да Винчи» писателя Дэна Брауна.
Иисус Христос в учении Алтаря Победы не является ни божественным воплощением, ни пророком, а человечество берёт начало от Адама и Евы, которые были святыми, бессмертными и вместе с Богом составляли Святую Троицу. Однако Бог, не будучи всемогущим, не смог помешать Сатане захватить Адама и Еву и лишить их бессмертия. Богу потребовалось 6000 лет и помощь множества святых пророков для того, чтобы одолеть Сатану и вновь даровать физическое бессмертие людям. Первыми пророками считаются Ной, Авраам, Исаак, Иаков и Дан. Последний был законным наследником Иакова (что доказано, согласно учению Алтаря Победы, в библейской Книге Бытия, 49:16) а его племя — даниты — в конечном счете мигрировали в Корею. Мифического первого короля Кореи звали Тангун (или Король Дан). В Корее миру явилась вторая череда пророков, в которую вошли основатель движения Оливкового Дерева Пак Тайсын, Хон Ыппи (женщина, которая инициировала Чо) и сам Чо, а также основатели двух других корейских религиозных движений — Чхве Джеу, создатель Тонхак, и Кан Ильсун, создатель чынсанизма.
Важнейшую роль в вероучении Алтаря Победы играл лично Чо. В процессе инициации в 1980 году он якобы сумел побороть «кровь Сатаны», до сих пор текущую во всех людях и ассоциирующуюся с человеческим эго. После этого он стал «Христом Победителем», то есть воплощением Бога, через которое Бог снизошёл на Землю, победил Сатану и вернул физическое бессмертие людям. Таким образом, Чо стал первым физически бессмертным человеком после Адама. И хотя Чо пришлось избавиться от своего тела (или пройти «трансформацию») из-за нападок недоброжелателей, его последователи уверены, что он до сих пор физически существует и ведёт религиозные службы Алтаря Победы, на которых его изображение присутствует в форме видеозаписи. Службы проводятся ежедневно. Кроме того, последователи движения отмечают пять ежегодных религиозных праздников: День Победы (15 октября), Рождество (день рождения Чо, 12 августа), День Мессии (25 декабря), День Духа Святой Росы (1 января) и День Предков (8 мая).
«Святая роса», которую последователи движения также называют «тайной манной», это дым, туман или огонь, которые, согласно верованиям движения, исходили из тела и изображений Чо при его жизни, а сейчас продолжают исходить из его фотографий. Последователи Алтаря Победы утверждают, что святая роса существует и её можно запечатлеть на камеру. Она является одновременно доказательством святости Чо и священной пищей для его последователей. Помимо того, согласно верованиям Алтаря Победы, Чо доказал свою святость выполнением данных своим последователям «пяти обещаний»: уничтожить мировой коммунизм; остановить ураганы, идущие на Южную Корею; увеличить урожаи в Корее; остановить сезон дождей в Корее (15 июня — 15 июля); предотвратить новую Корейскую войну и объединить две Кореи. Члены движения верят, что последнее обещание находится в процессе выполнения, а возвращение коммунизма в Россию и осуществление агрессивных планов Северной Кореи против Южной Кореи чудесным образом предотвратил Чо.
Однако главное обещание Чо состоит в том, что хотя бы некоторые люди смогут получить физическое бессмертие. Последователи Алтаря Победы утверждают, что для достижения этой цели недостаточно просто верить в Чо, что одна лишь вера не может спасти человека и что это ещё одно заблуждение, пропагандируемое Иисусом Христом. Только те, кто неотступно практикуют «Закон Свободы», превосходя собственное эго и мысленно отождествляя себя с другими людьми, однажды смогут очистить свою кровь от наследия Сатаны и стать физически бессмертными. Из-за того, что старшие члены движения постепенно стареют и умирают, привлекать людей обещаниями физического бессмертия становится всё труднее. Данный факт считается ещё одной причиной распада движения. Тем не менее, многие последователи продолжают надеяться и утверждать, что хотя бы некоторые из них никогда не умрут.